# Planet-Crossing Asteroid Survey
Le programme Palomar Planet Crossing Asteroid Survey (PCAS) a été lancé par Eleanor F. Helin et Eugene M. Shoemaker en 1973. Ce programme est à l'origine de la découverte de plusieurs milliers d'astéroïdes de tous types dont un grand nombre d'astéroïdes géocroiseurs (NEA en anglais), plus de deux cents objets ayant une forte inclinaison, quelques astéroïdes ayant des orbites très inhabituelles et de vingt comètes. PCAS se poursuivit pendant presque vingt-cinq ans jusqu'en juin 1995. C'est le prédécesseur immédiat du programme Near Earth Asteroid Tracking (NEAT).
Il est crédité par le Centre des planètes mineures de la découverte de vingt astéroïdes en 1993 et en 1994.

## Astéroïdes découverts
| (7029) 1993 XT2   | 14 décembre 1993  |
| (9072) 1993 RX3   | 12 septembre 1993 |
| (9078) 1994 PB2   | 9 août 1994       |
| (10363) 1994 UP11 | 31 octobre 1994   |
| (10564) 1993 XQ2  | 14 décembre 1993  |
| (13594) 1994 PC2  | 9 août 1994       |
| (14476) 1993 XW2  | 14 décembre 1993  |
| (14912) 1993 RP3  | 12 septembre 1993 |
| (15344) 1994 PA2  | 9 août 1994       |
| (18435) 1994 GW10 | 14 avril 1994     |
| (18436) 1994 GY10 | 14 avril 1994     |
| (24781) 1993 RU3  | 12 septembre 1993 |
| (24797) 1994 PD2  | 9 août 1994       |
| (24798) 1994 PF2  | 9 août 1994       |
| (26868) 1993 RS3  | 12 septembre 1993 |
| (37671) 1994 UY11 | 31 octobre 1994   |
| (39620) 1994 PE2  | 9 août 1994       |
| (46623) 1994 GV10 | 14 avril 1994     |
| (52418) 1994 GX10 | 14 avril 1994     |
| (120503) 1993 RW3 | 12 septembre 1993 |